# 15989 Anusha
A 15989 Anusha (ideiglenes jelöléssel (15989) 1998 XK39) a Naprendszer kisbolygóövében található aszteroida. A LINEAR projekt keretében fedezték fel 1998. december 14-én.